# Patoki (województwo pomorskie)
Patoki (dodatkowa nazwa w j. kaszub. Patoczi) – wieś w Polsce, położona w województwie pomorskim, w powiecie kartuskim, w gminie Sierakowice.
Wieś wchodzi w skład sołectwa Sierakowska Huta.
W latach 1975–1998 Patoki administracyjnie należały do województwa gdańskiego.
Przed 2023 r. miejscowość była częścią wsi Sierakowska Huta.

## Z kart historii
Od końca I wojny światowej Patoki znajdowały się ponownie w granicach Polski (powiat kartuski). Do 1918 obowiązującą nazwą niemieckiej administracji dla miejscowości była nazwa Patocki. Podczas okupacji niemieckiej nazwa Patocki w 1942 została przez nazistowskich propagandystów niemieckich (w ramach szerokiej akcji odkaszubiania i odpolszczania nazw niemieckiego lebensraumu) zweryfikowana jako zbyt kaszubska i przemianowana na bardziej niemiecką – Zauberstein.